# Dàoxìn
(Denkō roku, 伝光録)
Dàoxìn (道信, anche: Tao-hsin. In coreano: Dosin, in giapponese: Dōshin; Henan, 580 – 651) è stato un monaco buddista cinese, IV patriarca della scuola Chán.

## La vita
Dàoxìn è il quarto patriarca (cin. 祖 zǔ) della scuola buddista cinese Chán (禪宗) secondo un documento datato al 689  denominato "Epitaffio di Fǎrù" (法如, o Fa-ju). In questo "epitaffio", collocato nei pressi del monastero Shàolín (少林寺, Shàolín-sì), viene indicato il fondatore di questa scuole in Bodhidharma, seguito da altri cinque nomi: Huìkě (慧可, 487-593), Sēngcàn (僧璨, ?-606), Dàoxìn (道信, 580 - 651), Hóngrěn (弘忍, 601 - 674) e Fǎrù (法如, 638-689).
Dei patriarchi di scuola Chán, Dàoxìn è il primo di cui si riconosce la storicità.
La tradizione narra che entrò come novizio a sette anni in un monastero dove studiò il vinaya e le dottrine Sānlùn (三論宗) per poi recarsi nel tempio di Dōnglín (東林), sul Monte Lu, dove studiò sotto Zhìkǎi (智鎧, 533-610), maestro di scuola Tiāntái (天台宗) già allievo di Zhìyǐ (智顗, 538-597).
Incontrò quindi il III patriarca Chán Sēngcàn che lo illuminò alle dottrine del Laṅkāvatāra sūtra invitandolo a diffonderle nel monastero di Dōnglín unitamente alla pratica meditativa dello zuòchán (坐禅).
Successivamente si recò sul Monte Dòngshān (東山, Picco o Monte orientale) dove fondò una comunità di cinquecento monaci autarchica e dedita al lavoro. Da notare che, a differenza degli altri monasteri buddisti i quali seguivano tutti le regole indicate dal vinaya, e quindi si limitavano allo studio e alla pratica meditativa vivendo di elemosine, la comunità monastica buddista fondata da Dàoxìn non rispettava questa tradizione di adesione integrale al vinaya basando la propria sussistenza economica sul lavoro dei campi eseguito direttamente dai monaci durante il giorno, consegnando la pratica meditativa prevalentemente alle ore notturne.
La tradizione narra che Dàoxìn incontrò il suo successore Hóngrěn quando questi era ancora un adolescente, e dopo averlo iniziato al Chán gli chiese che gli costruisse una mausoleo sul Monte Dòngshān terminato il quale vi si ritirò entrando nel qiānhuà (遷化 ovvero nella trasformazione, nella morte) mentre sedeva nello zuòchán
Nel Jǐngdé zhuàndēng lù (景德傳燈錄, giapp. Keitoku dentō roku, Raccolta della Trasmissione della Lampada, T.D. 2076.51.196-467), redatto nel 1004 da Daoyuan (道原, n.d.), si racconta che nel 624 Dàoxìn incontrò sul monte Niútóu (牛頭山 Niútóu-shān, Monte della Testa di bufalo) Fǎróng (法融, 594-657), un monaco eremita, consegnando anche a lui la trasmissione Chán. Fǎróng fonderà quindi la scuola Chán detta della "Testa di bufalo" (Niútóu zōng 牛頭宗, anche 牛頭禅 Niútóu Chàn) che tuttavia verrà distrutta nella persecuzione anti-buddista dell'845.

## La dottrina Chán di Dàoxìn
Nel Chuánfǎbǎojì (傳法寶紀 T.D. 2838.85.1291), testo rinvenuto nelle Grotte di Mogao, vengono riportate alcune indicazioni di Dàoxìn rispetto alle tecniche meditative in cui egli avrebbe sostenuto: 
mentre nel Rùdào ānxīn yào fāngbiàn fǎmén (入道安心要方便法門, Il riposo della mente che entra nella Via), un testo sempre a lui attribuito e rinvenuto delle Grotte di Mogao, Dàoxìn sostiene:
quindi Dàoxìn, pur citando Zhìyǐ e riprendendo la critica della pratica unilaterale dell'esegeta dello zhǐguān (止觀) quando riporta:
brano che ricorda infatti il Tóngméng Zhǐguān (童蒙止觀, T.D. 1915) di Zhìyǐ dove viene affermato che:
Dàoxìn esprime tuttavia anche temi tipicamente cittamātra del Laṅkāvatāra sūtra semplificati in un approccio concreto e radicale alla pratica meditativa personale:
Una differenza di accenti con il Tiāntái di Zhìyǐ su dottrine e pratiche, soprattutto sulla critica alle scritture, rilanciando il primato della meditazione, che porta oggi gli studiosi statunitensi Richard H. Robinson e Williard L. Johnson  a sostenere: